# Disasterpieces
Albums de Slipknot
Welcome to Our Neighborhood
(2002) Voliminal: Inside the Nine
(2006)
Disasterpieces est le second album vidéo publié par le groupe de metal Slipknot. Commercialisé le 22 novembre 2002, il s'agit d'un double DVD présentant Slipknot en concert au London Dockland Arena, ainsi que tous les clips vidéo parus avant sa sortie, dont ceux issus des albums Slipknot et Iowa.
Le concert est filmé à l'aide de 26 caméras, dont une accrochée à la guitare de Mick Thomson. Le concert est partiellement édité par Shawn Crahan qui s'est permis de visualiser tous les enregistrements effectués. Disasterpieces est positivement accueilli par la presse spécialisée, une partie d'elle félicitant les éditions et une grande qualité sonore. En 2005, le DVD est certifié quadruple disque de platine par le RIAA, et devient également celui le mieux vendu avec 400 000 exemplaires. 
Titre Special:
L'un des titres de l'album, 515, cache un triste secret celui de Sid Wilson son grand-père meurt à l'hôpital, il ira crier et pleurer dans le studio d'enregistrement en disant dead plusieurs fois. Le groupe apprendra la mort de son grand-père qu'il adorait.
Dans le son, on entend le son des guitares grincer, des pleurs et le mot dead qui se dira de plus en plus fort.
Le titre fera peur à certains fans et apprendront la mort du grand-père de Sid wilson dans ce morceau quand il est sorti. Les fans lui feront un hommage pour son grand-père qu'il aimait.

## Enregistrement et production
Disasterpieces est la désormais fermée London Dockland Arena en Angleterre le 16 février 2002. Il s'agit de l'une des dernières dates de la tournée européenne du groupe qui se terminera finalement en 2004. Le concert est enregistré à l'aide de 26 différentes caméras sous la direction de Matthew Amos permettant ainsi sa documentation, la prise de vue dans les coulisses, et une séance de signature à Paris, en France. Hormis les caméras extérieures, chaque membre porte une caméra attachée sur le côté de son masque, à l'exception de Mick Thomson dont la caméra est accrochée à sa guitare. Le concept vise en réalité à permettre aux téléspectateurs de visionner « à la première personne » le point de vue du groupe lorsqu'il est en concert. Cependant, il pose une certaine gêne et quelques problèmes à quelques membres. Le bassiste Paul Gray retire la sienne après quatre chansons, expliquant qu'« ils nous ont filé ces grosses [caméras] qu'on devait porter autour de la taille. Alors quand je sautais, ce truc commençait à tomber sur ma jambe. » Également, durant la chanson Spit It Out, le DJ Sid Wilson se fait voler sa caméra lorsqu'il est dans la foule, cependant elle est rendue à la fin du concert, et tout qui a été pris est inclus dans le DVD.
Leur performance est éditée par le percussionniste Shawn Crahan et Paul Richardson. Crahan explique plus tard ne pas avoir eu d'aperçu lors de l'édition. Le contenu du coffret inclut tous les clips vidéo parus jusqu'à sa sortie, et la chanson Purity, à la base retirée de l'album Slipknot à cause de problèmes de droit, sous forme audio. Le DVD permet également au téléspectateur de changer d'angle pendant Disasterpiece, et d'apercevoir les membres depuis leur maque pendant qu'ils jouent People=Shit et The Heretic Anthem. Le DVD est dévoilé lors d'une avant-première à New York le 1er novembre 2002, et commercialisé le 22 novembre.

## Accueil
Disasterpieces est généralement bien accueilli par la presse spécialisée. Kirk Miller de Rolling Stone félicite la multitude d'angles adoptée et les éditions, expliquant qu'ils « ont permis de mettre en avant le concert en live tentaculaire de ces géants masqués du metal. » Le critique Mitch Joel, d'Ottawa XPress, explique que le son est « parfaitement mixé... faisant de chansons comme People - Shit, Spit It Out et Surfacing de véritables bombes. » En bref, il conclut que « Disasterpieces est un coffret impressionnant qui vaut la peine d'être essayé. »
Disasterpieces atteint la troisième plus du classement Billboard Top Music Videos, et la première place en Finlande,. Le 6 janvier 2003, Disasterpieces est certifié disque de platine par le RIAA aux États-Unis, et déclaré quadruple disque de platine le 18 novembre 2005,.

## Membres
À côté de leurs noms, les membres du groupe sont identifiés comme numéros entre zéro et huit
- (#0) Sid Wilson – platines
- (#1) Joey Jordison – batterie, mixage
- (#2) Paul Gray – basse, chœurs
- (#3) Chris Fehn – percussions, chœurs
- (#4) Jim Root – guitares
- (#5) Craig Jones – échantillons sonores
- (#6) Shawn Crahan – percussions, chœurs, édition
- (#7) Mick Thomson – guitare
- (#8) Corey Taylor – chant

## Certifications
| Pays      | Certification |
| --------- | ------------- |
| Allemagne | Or            |